# Kamerasystem

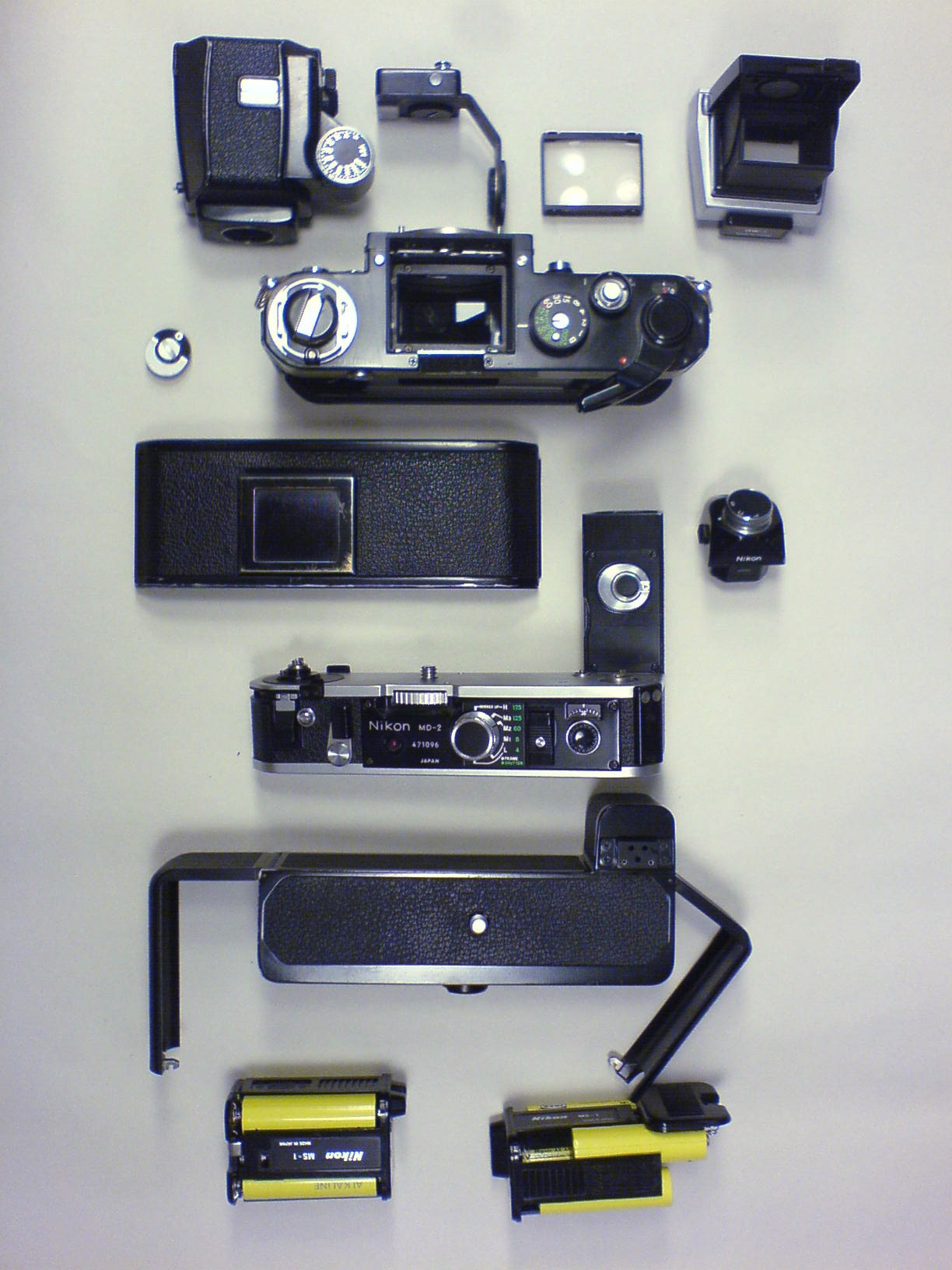
Beispiel einer Systemkamera

Als Kamerasystem wird eine Kombination aus einer fotografischen Kamera, der Systemkamera, und dem dazu kompatiblen Systemzubehör bezeichnet. Die Verwendung des Begriffs ist in der Fotografie heute nicht mehr konsistent; teilweise werden schon einfache Kompaktkameras mit einer Handvoll von separat zu erwerbenden Zubehörteilen als Kamerasystem vermarktet, was aber der eigentlichen Bedeutung des Begriffs widerspricht. Durch die zunehmende Integration von immer mehr Komponenten in Kameras ist der ursprüngliche Begriff des Kamerasystems aufgeweicht worden. So enthalten viele Kameras heute eingebaute Blitze, einen integrierten motorischen Filmtransport statt eines ansetzbaren Motorantriebs, und standardmäßig Rückwände mit Dateneinbelichtung statt austauschbarer Datenrückwände. Austauschbare Sucher und Filmmagazine sind im Kleinbildbereich vollständig verschwunden.

## Merkmale
Folgende Merkmale kennzeichnen typische Kamerasysteme, wobei nicht zwingend alle Kriterien gleichzeitig erfüllt sein müssen:
- Kontinuität. Ein Kamerasystem wird über etliche Jahre, wenn nicht gar Jahrzehnte, vom Hersteller gepflegt und weiterentwickelt.
- Modularität. Ein Kamerasystem besteht aus verschiedenen Komponenten, die innerhalb des Systems miteinander austauschbar sind.
- Gehäuse. Innerhalb eines Kamerasystems werden Gehäuse für unterschiedliche Ansprüche angeboten, nicht nur ein einzelnes Modell.
- Objektive. Ein Kamerasystem zeichnet sich durch das Vorhandensein von Wechselobjektiven für unterschiedliche Anwendungsbereiche aus.
- Zubehör. Neben Kameragehäusen und -objektiven wird ein Zubehörsortiment angeboten, dessen Kompatibilität mit der Systemkamera durch den Hersteller gewährleistet wird. Zubehör in diesem Sinne umfasst beispielsweise Blitzgeräte, Fernsteuerungen, insbesondere auch Bauteile der Kameras, die zur Funktionsoptimierung ausgetauscht werden können, wie Wechselsucher und wechselbare Mattscheiben, Wechselmagazine bzw. Kamerarückwände, oder Motordrives.

### Grenzfälle
- Einige etablierte Kamerasysteme (Contax, Hasselblad, Rollei) greifen grundsätzlich auf Wechselobjektive von Fremdanbietern (Carl Zeiss, Schneider Kreuznach) zurück.
- Bei digitalen Kamerasystemen wurden seit Beginn der 1990er Jahre einzelne Messuchersysteme und Spiegelreflexsysteme zu digitalen Systemen weiterentwickelt, bis sich die seit 2008 verfügbaren spiegellosen Modelle durchgesetzt haben, bei denen die optische Abbildung permanent auf einen Bildsensor projiziert wird.[1]
- Nur wenige Anbieter rechnen und fertigen ihre Wechselobjektive selbst – aber auch bei diesen gibt es Ausnahmen, so wurden einige „Consumer-Grade“-Minolta-Objektive von Tamron und Cosina gefertigt. Leica lässt Objektive teilweise von anderen Anbietern fertigen (zum Beispiel durch Sigma und Kyocera/Contax), in der Vergangenheit auch durch Minolta. Besonders stark verschwindet die Autonomie der Hersteller im Bereich der Digitalkameras, wo nur eine Handvoll Anbieter die Basiskomponenten fertigt, die nahezu alle Marktteilnehmer verbauen.
- Einige Produktlinien weisen starken Systemcharakter auf, verfügen jedoch systembedingt nicht über Wechselobjektive, so zum Beispiel die Nikon-Digitalkameras der E-Serie (Coolpix) oder die Minolta-Digitalkameras der Dimage-Serie.

## Segmente
Systemkameras werden in unterschiedlichen Marktsegmenten angeboten, beispielsweise gibt es Kamerasysteme für Kleinbildkameras, Mittelformatkameras und Digitalkameras.
Folgende Anbieter sind in den unterschiedlichen Segmenten aktiv:
- Kleinbild: Im KB-SLR-Bereich bieten vor allem Nikon, Canon, Minolta (fortgeführt durch Sony) und Leica vollständige Kamerasysteme; daneben gibt es weitere Anbieter mit einem geringeren Marktanteil wie Pentax, Olympus (früher mit dem OM-System, heute mit Four Thirds) und Contax (bis 2005). KB-Sucherkameras mit Wechselobjektiven sind mittlerweile recht exotisch; Bedeutung hat hier vor allem Leica mit den Kameras der M-Serie und Cosina unter dem Markennamen Voigtländer.
- Mittelformat: Kamerasysteme für das Mittelformat bieten vorwiegend Hasselblad, Rollei (seit 2006 hergestellt von Franke und Heidecke), Mamiya und Pentax an.
- APS: Systemkameras sind in diesem Segment eher die Ausnahme; Nikon und Minolta (V-Bajonett) sind wohl die bedeutendsten Anbieter, Minolta hat jedoch die Herstellung von Kameras eingestellt.
- Digitale Spiegelreflexkameras: Für Amateurfotografen und die so genannten Prosumer bezahlbare digitale Systemkameras erscheinen erst seit Mitte 2003 am Markt; im Profibereich (Gehäuse jenseits von etwa 2000 EUR) tummeln sich wieder Canon, Nikon, Olympus und Minolta; Kodak bietet kein eigenständiges System, sondern greift auf die Wechselobjektive und das Systemzubehör von Nikon und Canon zurück; ähnliches praktiziert Fujifilm. Einige der Systeme basieren auf professionellen beziehungsweise semiprofessionellen KB-SLR-Kameras (Canon, Nikon, Kodak, Fujifilm), während Olympus nach vor längerer Zeit erfolgter Einstellung der OM-Reihe ein vollständig neues SLR-Kamerasystem im „Four Thirds“ genannten Standard (weil lizenzierbar) entwickelt hat. Minolta orientierte sich dagegen vor dem Verkauf an Sony am hauseigenen APS-System (Digitalkameras mit V-Bajonett). Sony hat Ende 2006 eine DSLR (α100) auf der Basis von Konica-Minolta-Technologie herausgebracht, die einen Minolta-Objektivanschluss aufweist.
- Micro-Four-Thirds-Standard: Anfang August 2008 wurde von Olympus und Panasonic ein neuer Standard für ein sehr kompaktes Kamerasystem angekündigt. Aufgrund des geringen Auflagemaßes sind entsprechende Systemkameras ohne Schwingspiegel und Reflexsucher und stattdessen mit Suchermonitoren und/oder elektronischen Suchern ausgestattet. Mittlerweile haben sich digitale spiegellosen Kamerasysteme im Markt durchgesetzt.[2]

## Konkrete Beispiele
Einige konkrete Beispiele sollen den Begriff des Kamerasystems weiter beleuchten.
- Die Gehäuse der Olympus OM-Reihe waren alle gleich groß, so dass an alle die gleichen Motorantriebe ansetzbar waren.
- Die Sucher der Hasselblad-Kameras sind beliebig austauschbar und sogar kompatibel mit denjenigen der Kiev 88.
- Über Jahrzehnte verwendete Nikon denselben Typ von dreipoligen Stecker zum Anschluss von Kabelauslösern und Stromversorgungen, bevor dieser durch einen neuen zehnpoligen abgelöst wurde, der ebenfalls seit Jahrzehnten im Einsatz ist. Es gibt sogar einen Adapter zwischen den beiden Steckern.
- Nikon FE, FM, FA, FE2, FM2 und FM3A bilden eine relativ homogene Kameragruppe mit verschiedenen kompatiblen Komponenten.
- Alpa-Mittelformatkameras verfügen an ihrer Oberseite  über einen Schraubanschluss mit zwei Gewinden, an denen verschiedenste Zubehörteile wie Adapter, Sucher, Wasserwaagen etc. angebracht werden können.